# Louis Parmentier
Pour les articles homonymes, voir Parmentier.
Louis Parmentier est un homme politique français né le 27 avril 1802 à Lyon et décédé le 7 mars 1852 à Montpellier (Hérault).

## Biographie
Maire de Montpellier le 21 mai 1849, il est député de l'Hérault en 1852, siégeant dans la majorité soutenant le Second Empire.
Il est inhumé au cimetière Saint-Lazare de Montpellier.